# David Stewart (football, 1947)
Pour les articles homonymes, voir David Stewart et Stewart.
David Stewart est un footballeur écossais né le 11 mars 1947 à Glasgow et mort le 13 novembre 2018. Il évoluait au poste de gardien de but.

## Biographie

### En club
David Stewart débute au Ayr United FC en 1967. Il devient rapidement titulaire et dispute notamment la deuxième division écossaise,,,.
Lors de la saison 1968-1969, Ayr United est promu en première division,.
En 1973, Stewart est transféré au Leeds United FC,.
Avec Leeds, il est Champion d'Angleterre en 1974,.
Stewart dispute cinq matchs dont la finale lors de la campagne de Coupe des clubs champions en 1974-75 : Leeds perd en finale 0-2 contre le Bayern Munich,. Reaney dispute la finale perdue contre le Bayern Munich, 0-2.
En 1979, il rejoint le West Bromwich Albion,.
De 1979 à 1981, Stewart évolue sous les couleurs de Swansea City,.
David Stewart joue au total 55 matchs en première division anglaise. Au sein des compétitions européennes, il dispute cinq matchs de Coupe des clubs champions.

### En équipe nationale
International écossais, il reçoit une sélection en équipe d'Écosse en 1977,.
Il joue son premier et dernier match en équipe nationale le 7 septembre 1977, contre l'Allemagne de l'Est en amical (défaite 0-1 à Berlin).

## Palmarès
Leeds United
| - Championnat d'Angleterre (1) : - Champion : 1973-74. - Coupe des clubs champions : - Finaliste : 1974-75. |